# Blues and Royals

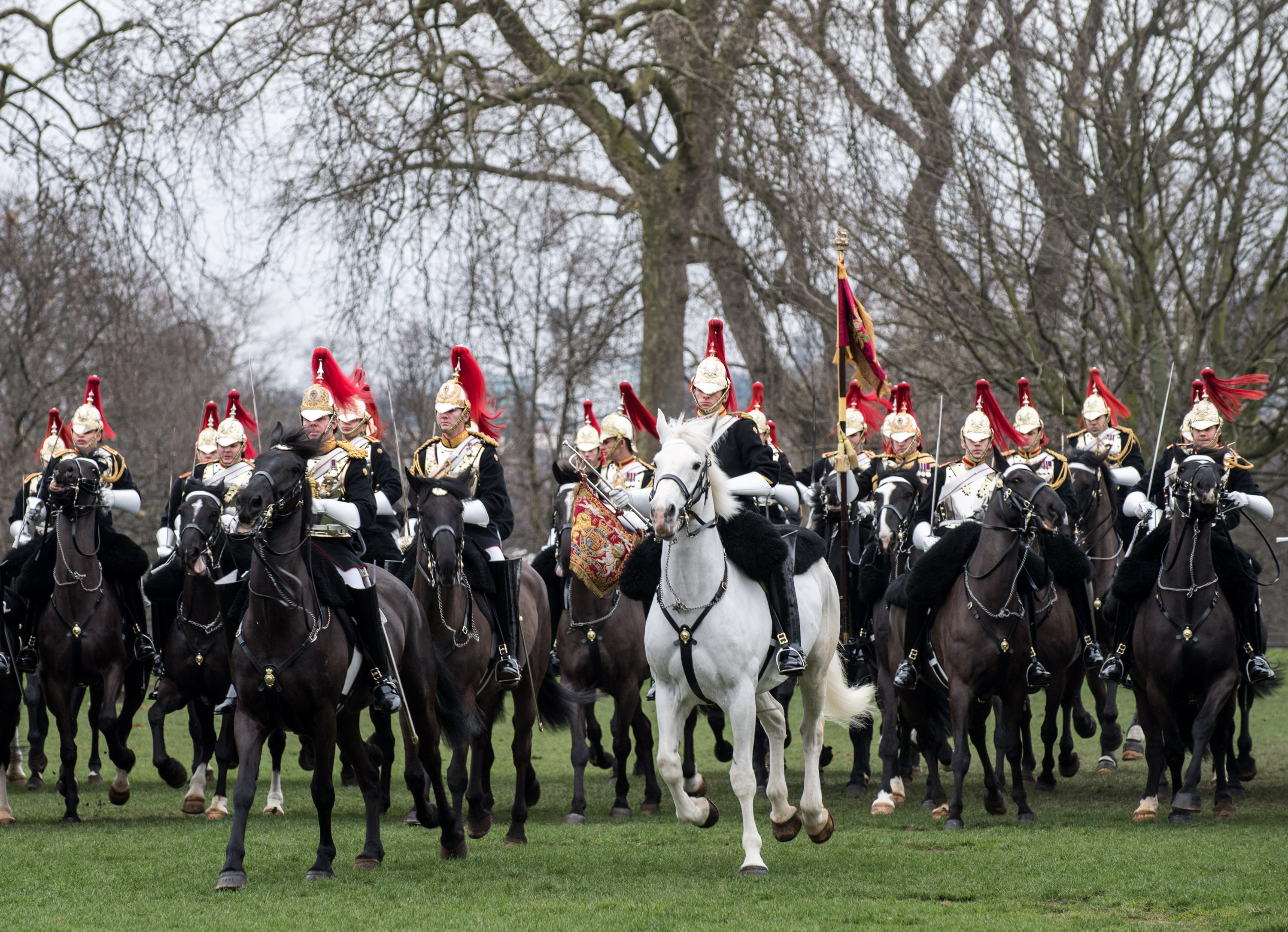
Soldater till häst i Blues and Royals i Hyde Park.

Blues and Royals (kortform för Royal Horse Guards and 1st Dragoons) (förkortning: RHG/D) är ett kavalleriregemente i Storbritanniens armé, ett av två regementen som ingår i Household Cavalry. Regementets motto är detsamma som för Strumpebandsorden: Honi soit qui mal y pense, latin för "Skam den, som tänker illa därom". 

## Bakgrund
Blues and Royals är regementet med brittiska armén med näst äldst traditioner, efter Coldstream Guards. Regementet bildades 1969 och för vidare traditionerna från Royal Horse Guards samt Royal Dragoons (1st Dragoons) som sträcker sig tillbaka till 1660-talet. Blues and Royals har deltagit med mekaniserade spaningsförband i Falklandskriget, som del av United Nations Protection Force i Bosnien 1994-1995, Irakkriget och Afghanistankriget.
Stallar för hästarna i London är Hyde Park Barracks. Regementets hederschef är kung Charles III. Prinsessan Anne, Princess Royal är överste à la suite i regementet och bär regementets uniform vid Trooping the Colour.